# Scaphoideus fanjingensis
Scaphoideus fanjingensis är en insektsart som beskrevs av Li och Dai 2004. Scaphoideus fanjingensis ingår i släktet Scaphoideus och familjen dvärgstritar. Inga underarter finns listade i Catalogue of Life.